# نیتروبنزآلدهید

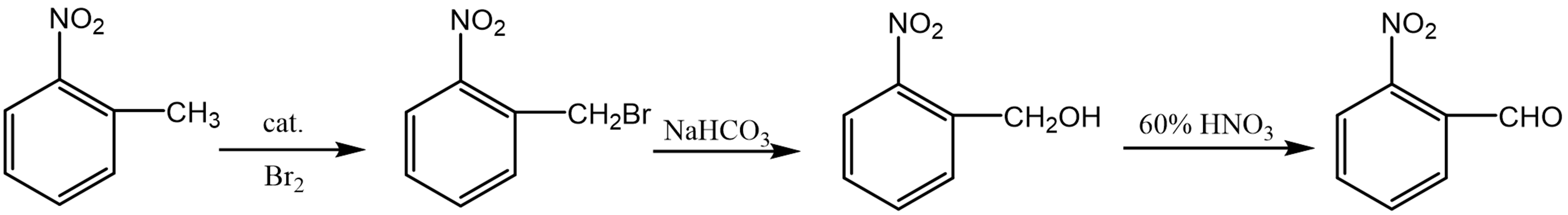
نیتروبنزآلدهید

نیتروبنزآلدهید ممکن است به یکی از موارد زیر اشاره داشته باشد:
- ۲-نیتروبنزآلدهید
- ۳-نیتروبنزآلدهید
- ۴-نیتروبنزآلدهید